# Село спадщини української культури

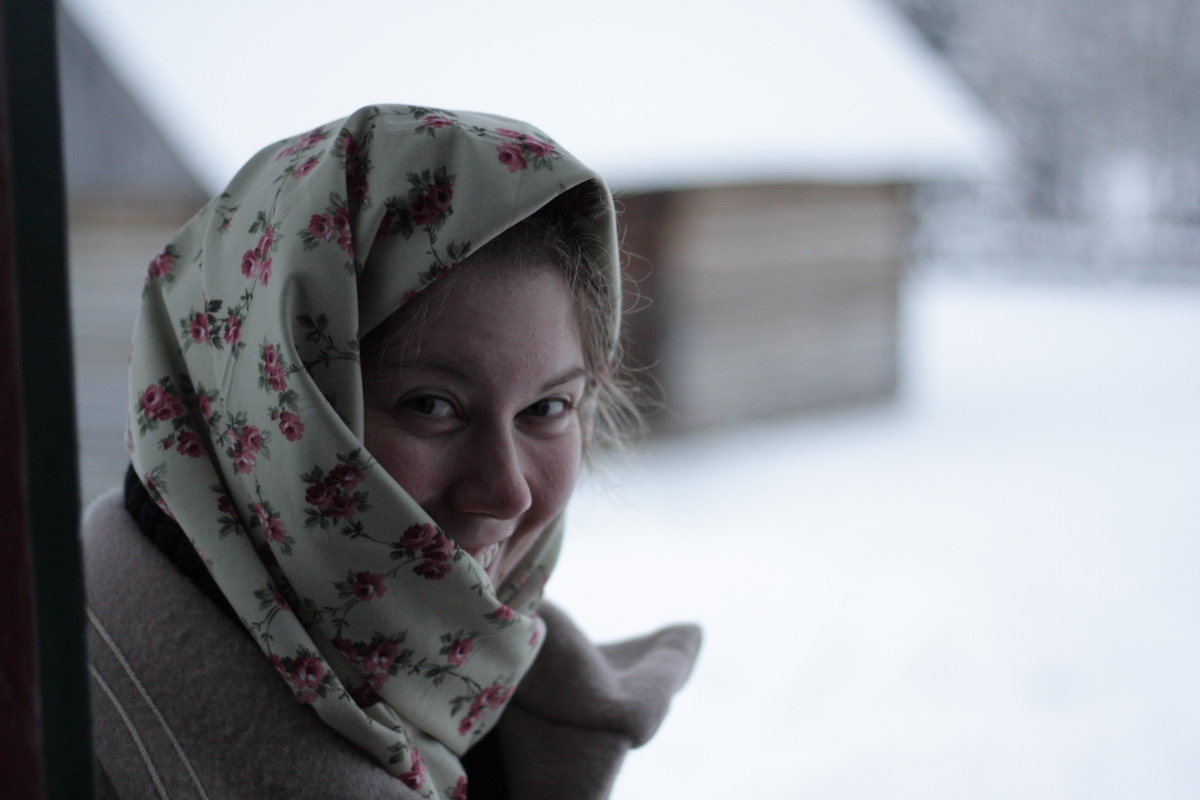
Акторка-інтерпретатор, яка зіграє в «Селі україно-канадської культурної спадщини» роль української селянки-емігрантки 1923-го року

Село́ спа́дщини украї́нської культури (англ. Ukrainian Cultural Heritage Village) — музей просто неба, розташований за 80 км на схід від міста Едмонтон в екокультурній території Калина Кантрі, який, завдяки перевдягнутим відповідно епосі працівників-акторів (heritage interpreters), відтворює життя й побут першопрохідців у східно-центральній Альберті. У ньому демонструється побут українців Канади між роками 1892–1930: автентичні хати й домівки цих українських колоністів-першопоселенців перевезено з околиць у музей — і поетапно реставровано відповідно епосі початку XX сторіччя.
«Село», як його частіш прийнято по-простому називати, приділяє велику увагу історичній автентичності і концепції відтворення живої історії. У «Селі» користуються методикою розповіді від першої особи, яка вимагає, щоби костюмовані працівники були ретельно підібрані й перебували в характері весь час (або якомога більше). Актори відповідають на запитання відвідувачів так, ніби останні і зараз опинились у 1928 році: інколи цей метод збиває з пантелику відвідувачів села-музею, проте він дозволяє їм заглиблюватись вірніш у дух і часи відтвореної історичної епохи.
1984 року скансен відвідала королева Елізабет ІІ.
19.04.2025 сталась пожежа. 

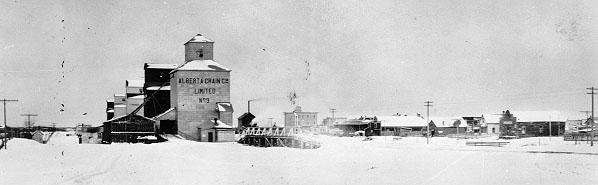
Мондер, Альберта, 1920

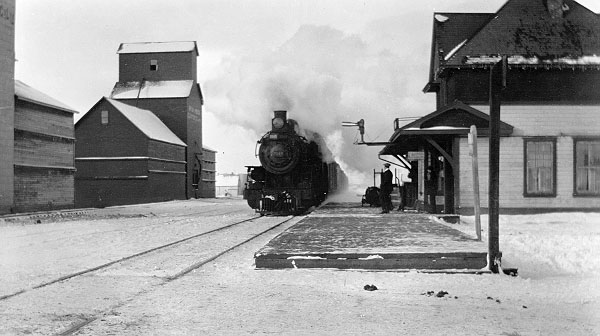
Залізнична станція в Мондері, Альберта. 30 грудня 1920 року

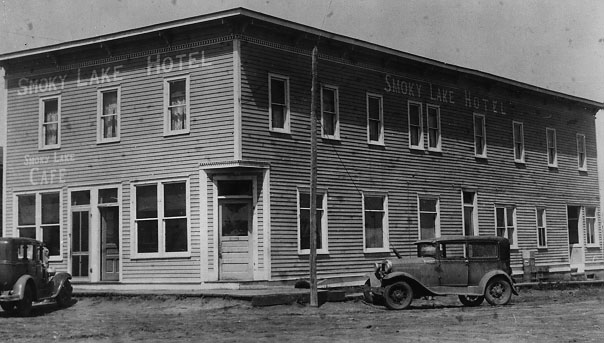
Старий готель у «Селі україно-канадської культурної спадщини».

Через пожежу на полі полум'я дісталося будівель Села спадщини української культури.

## Пам'ятники
- Пам'ятник Василю Стефанику
- Пам'ятник Канадському легіону
- Пам'ятник інтернованим українцям Канади
- Пам'ятник Йосипові Олеськіву
- Пам'ятник до Сторіччя прибуття першопрохідців до Альберти
- Сад сторіччя еміграції

## Побудови
Історичну експозицію поділено на тематичні розділи: Оглядова, Фермерство, Сільська Громада та Містечко.

### Оглядові павільйони
- Хата Івана Пилипіва (Една-Стар, Альберта; 1926–28)
- Хата Василя Гавриляка (Шандро, Альберта, 1927)
- Хата Юрків (Боян, Альберта, 1930)

### Ферми

#### Новоприбулі поселенці
- Землянка-бурдей (відтворено, близько 1900)

#### Буковинці
- Стайня Ґрекула (1918–1919)
- Шпихлір Ґрекула (1918–1919)
- Хата Ґрекула (1918–1919)
- Шпихлір Російчука (1918)
- Стайня Маковійчука (1918)

#### Галичани
(майбутня експозиція)
- Стайня Лакусти (1918)
- Шпихлір Лакусти (1918)

#### Пізніші емігранти
- Хата Шлемків (1919)
- Шпихлір Шлемків (1919)
- Стайня Шлемків (1919)

#### Українські-канадійські фермери

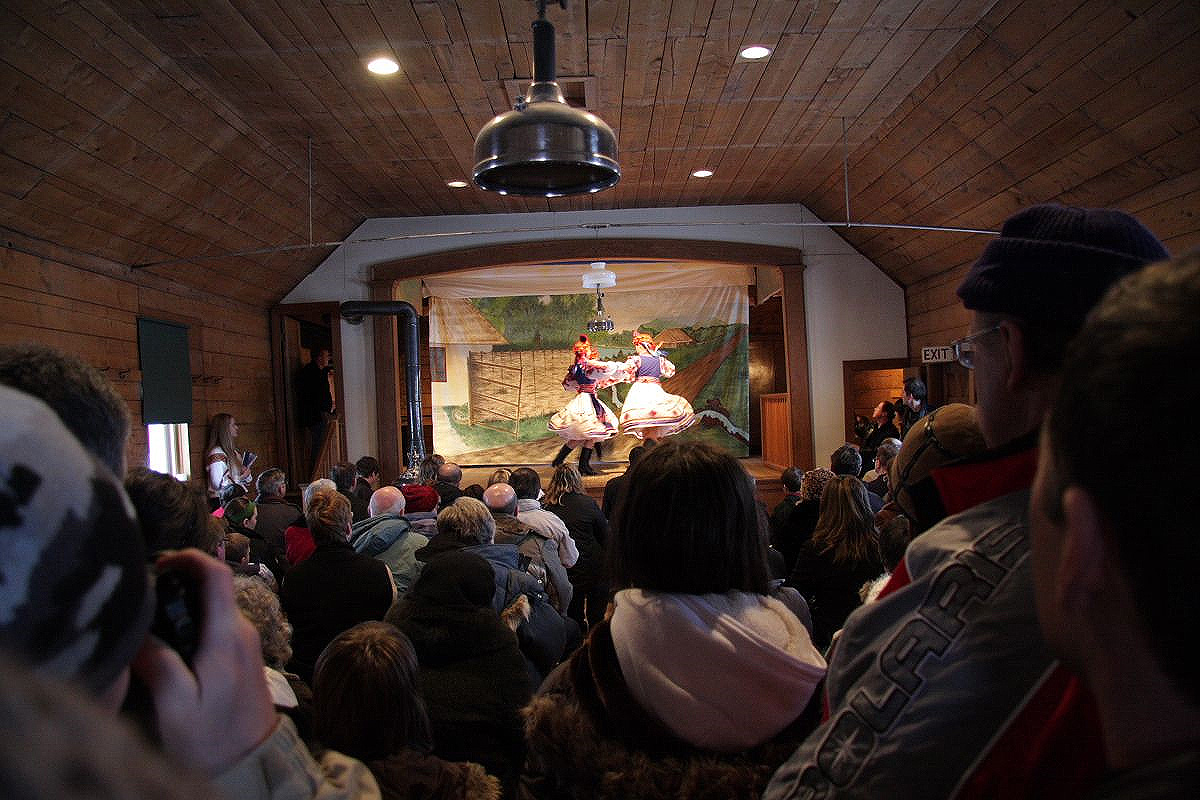
Відвідувачі Села на виставі організований на свято Водохреща. Січень 2008-го року

- Шопа Котів (1930)
- Шопа Чернівчанів (1925–1928)

### Сільська громада
- Лужанська крамниця (Лужани, Альберта; 1929)
- Народний дім з Києва (Київ, Альберта; 1930)
- Русько-греко-православна церква св. Миколая (Київ, Альберта; 1925-30)
- Лісопильня Колонія
- Школа «Росія» і стайня (Мусідора, Альберта; 1927)
- Українська греко-католицька  церква святого Миколая (також відома як церква Св. Марії або церква коло Глусів) (Бучач, Альберта, 1928)
- Придорожній хрест

### Містечко

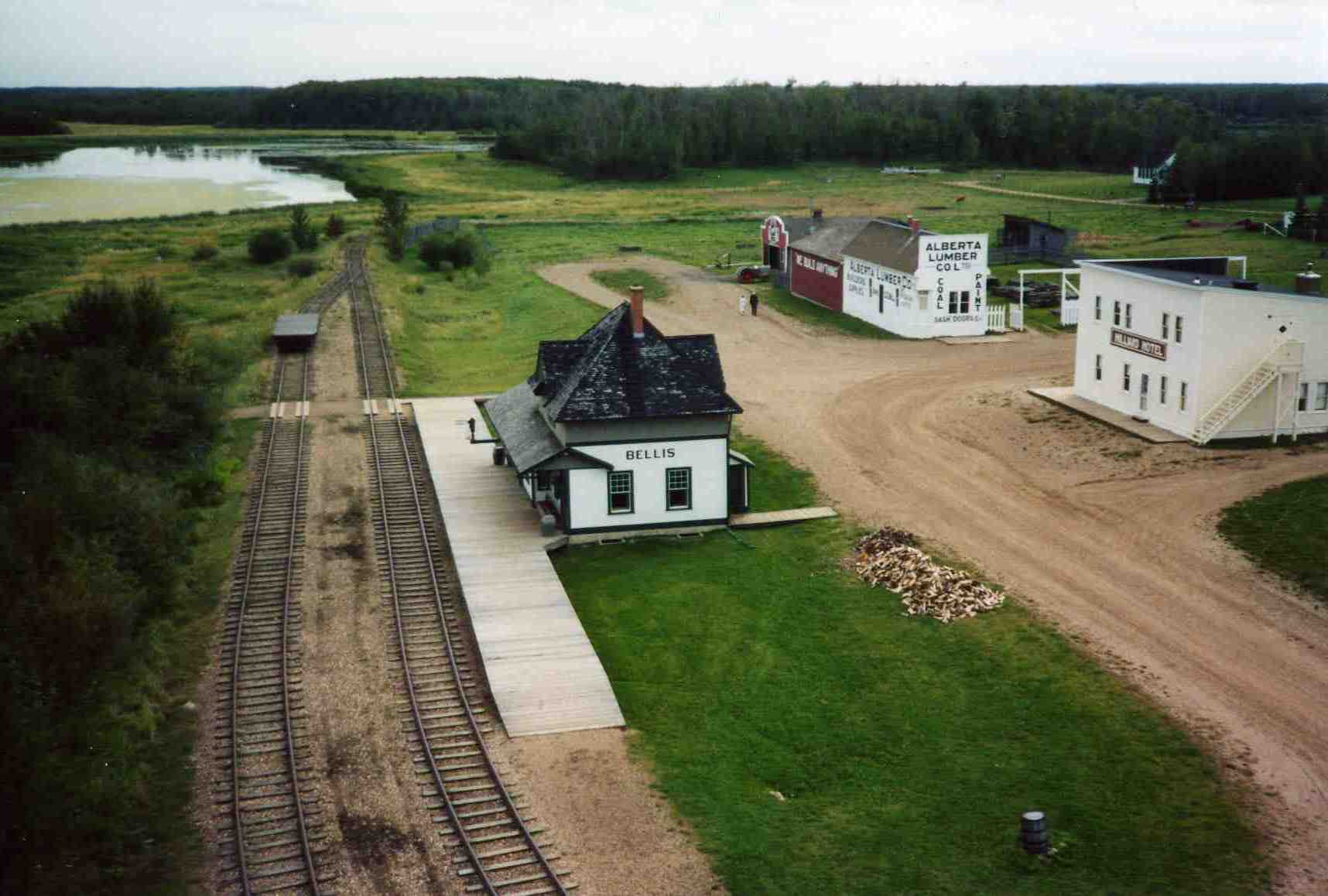
Вид частини реставрованого «Села україно-канадської культурної спадщини»

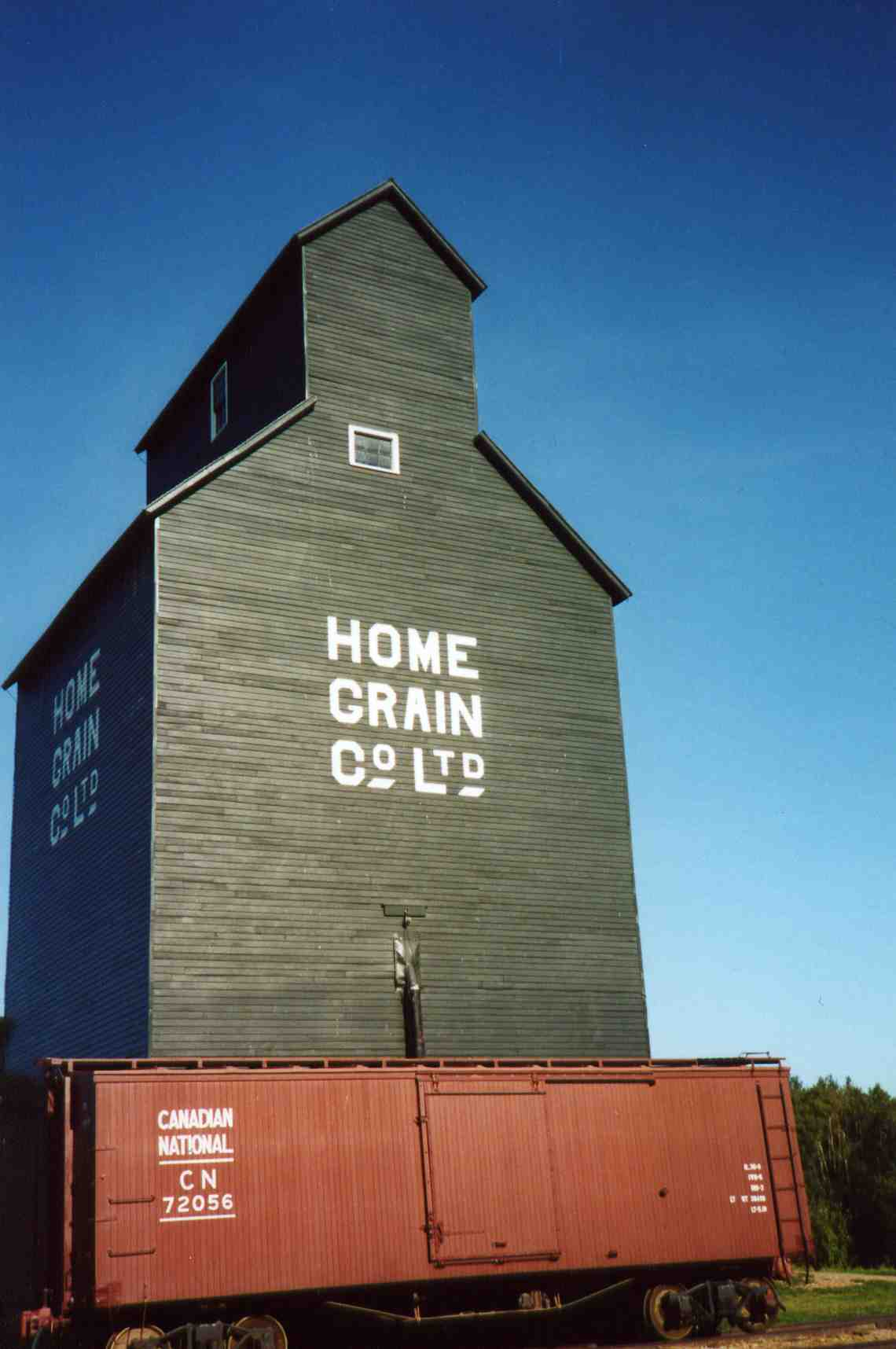
Зерносховище із Білліс, Альберта

- Українська греко-православна церква св. Володимира (Веґревіль, Альберта; 1934)
- Промислова крамниця (Восток, Альберта; 1937)
- Торговельний майданчик
- Платна стайня (Радвей, Альберта; 1929)
- Стайня Павленчуків (1930)
- Комерційне зерносховище-елеватор (Білліс, Альберта; 1928)
- Залізнична станція (Білліс, Альберта; 1928)
- Готель (Гіллярд, Альберта; 1928)
- Бюро і склад будівельних матеріалів компанії Alberta Lumber. (Ламонт, Альберта; 1928)
- Кузня Демчуків (Мирнам, Альберта; 1929)
- Хата Демчуків (Мирнам, Альберта; 1929)
- Столярна майстерня(1930)
- Поліцейська дільниця (Ендрю, Альберта 1927–28)

Примітка:
• наведені назви адаптовано до прийнятих в Україні;
• конфігурація павільйонів змінюватиметься із часом.